# Tricycleala dubia
Tricycleala dubia är en tvåvingeart som beskrevs av Zumpt 1956. Tricycleala dubia ingår i släktet Tricycleala och familjen spyflugor.
Artens utbredningsområde är Tanzania. Inga underarter finns listade i Catalogue of Life.